# 慈光寺 (徳島市)
慈光寺（じこうじ）は、徳島県徳島市福島にある臨済宗妙心寺派の寺院である。山号は「黄龍山」。阿波秩父観音霊場の第25番札所。

## 歴史
阿波徳島藩初代藩主・蜂須賀至鎮によって上八万村中津浦（現在の上八万町）に黄竜山広雲寺を創建。その後、徳島城付近に禅宗寺が少ないことを理由に徳島城郭に近い福島に移させた。
慶長11年3月（1606年）、至鎮の生母・慈光院が病死し、その菩提所とするために慈光院と改称する。
また、寺には赤穂浪士による赤穂事件に関わった近松行重と奥田行高父母の墓がある。奥田行高の父、近松小右衛門の後妻となったかめは徳島藩士の娘で、実家が現在の徳島市福島に当たることからこの慈光寺に葬られた。

## 伝承
真夜中に寺の裏にある墓地の空き地にひとりで杭を槌で打ち込むと、必ず裾が杭とともに土地のなかに打ち込まれてしまうという。
その昔、若侍たちが寄り合いをしている際に、ある侍が裾食い杭の話をしたところ、ひとりの侍がそれを試してみると言い出した。しかし、やはり裾どころか袖まで打ち込んでしまった侍は、着物を脱ぎ、ふんどしひとつになって杭を打ち込んだところ、今度はふんどしまで打ちこんでしまったと云う。

## 前後の札所
阿波秩父観音霊場
24 丈六寺 ---- 25 慈光寺 ---- 26 津田寺

## アクセス
- JR徳島駅から徒歩約22分。
- 徳島市営バス「沖洲、末広フェリー」行き、「福島小学校前」下車、すぐ前。